# Nebenabtrieb

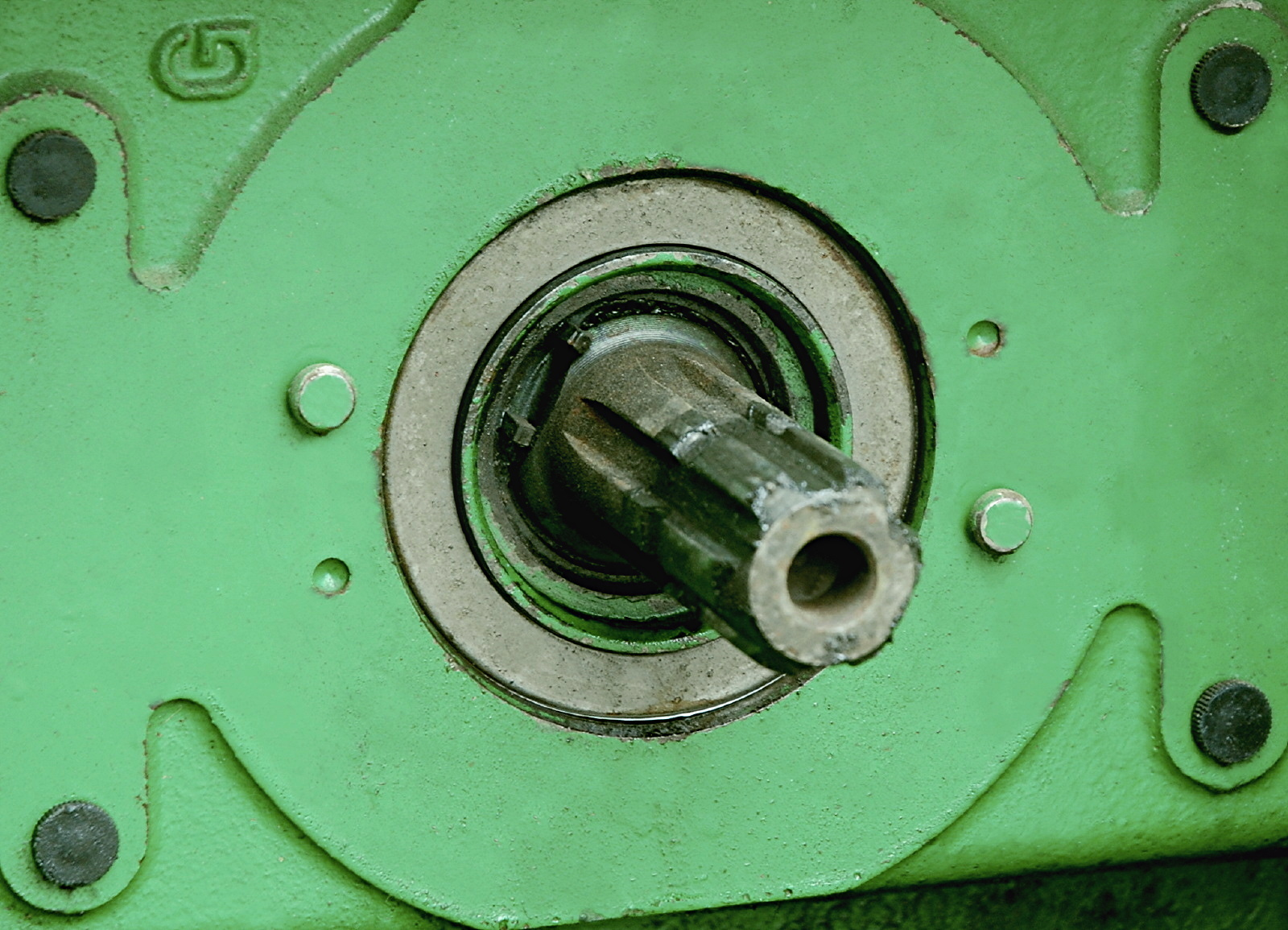
Sechskeiliger Zapfwellenstummel (Keilwellenprofil) eines Traktors. Gut zu erkennen die umlaufende Nut für den sichernden Schiebstift der Gelenkwelle.

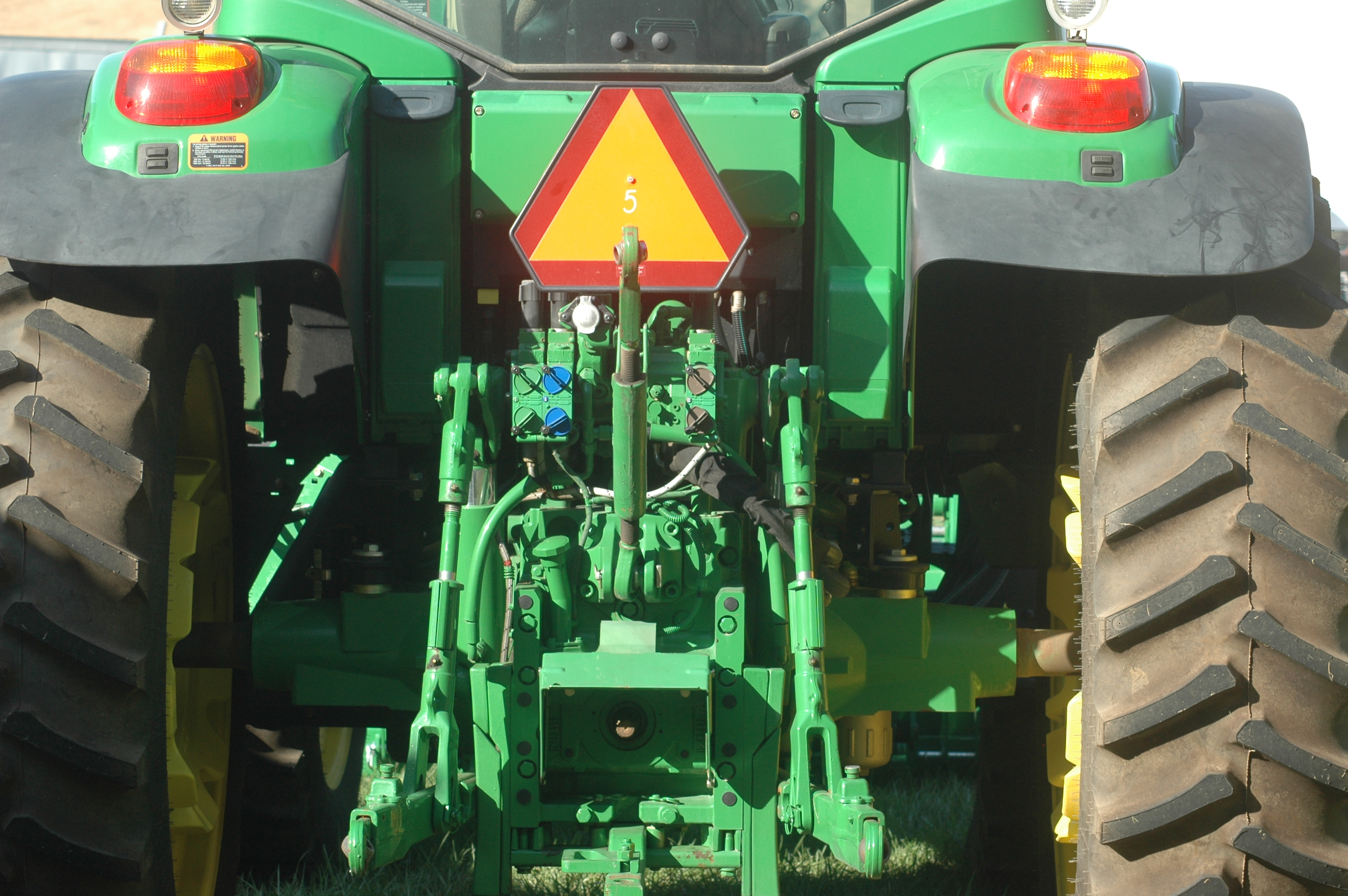
Typische Positionierung des Nebenabtriebs zwischen dem Dreipunktgestänge am Heck eines Traktors (unten im mittigen Kasten)

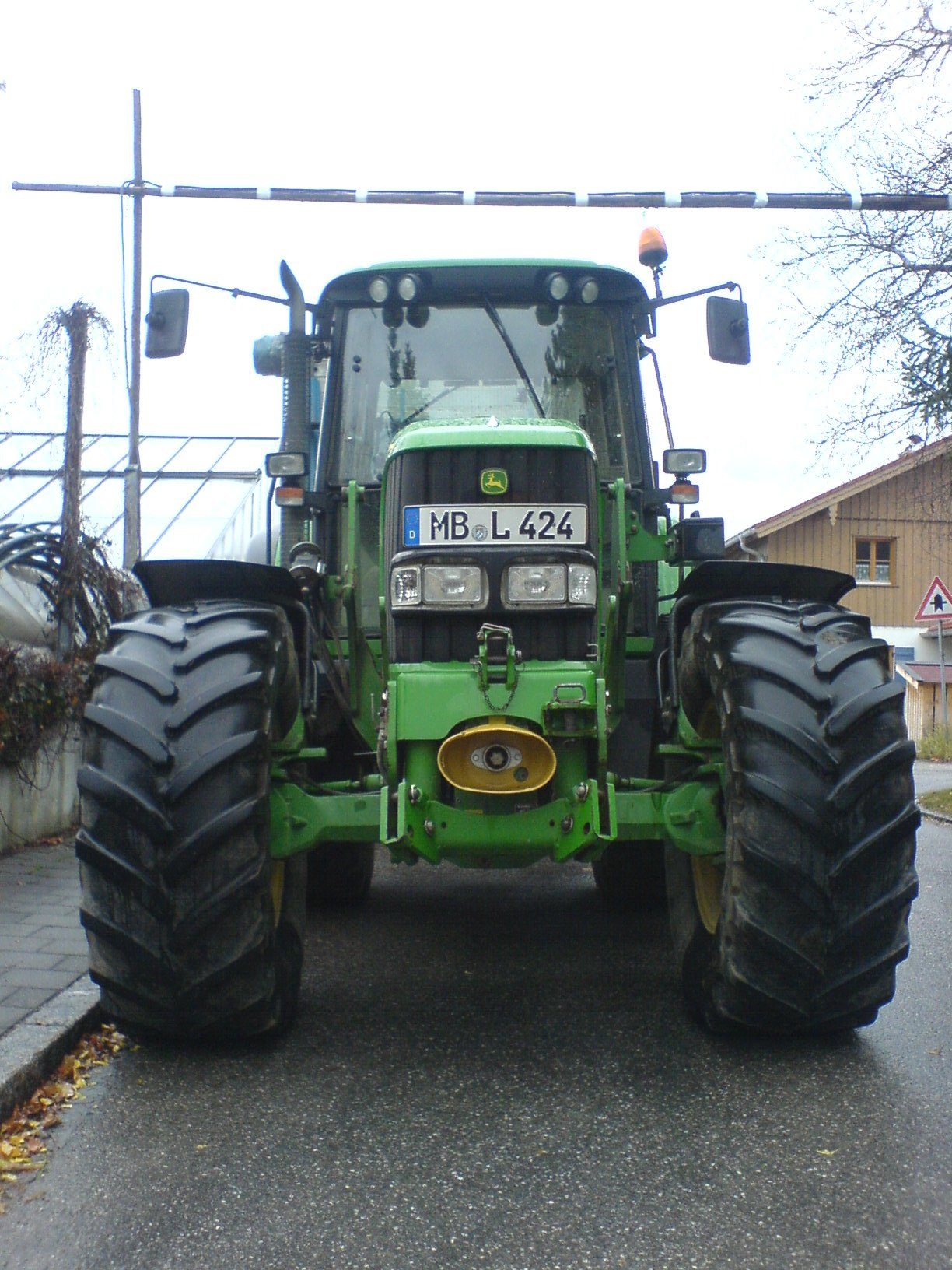
Traktor mit Front-Dreipunkt, Zapfwelle im gelben Gehäuse

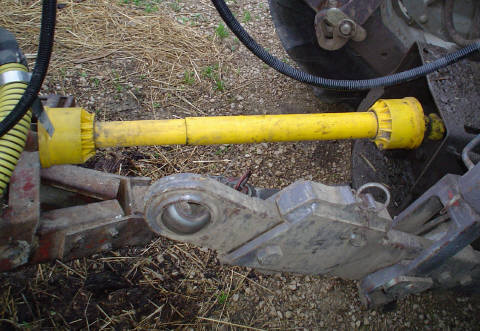
Gelenkwelle (gelb), die mit der Zapfwelle eines Traktors (rechts) verbunden ist

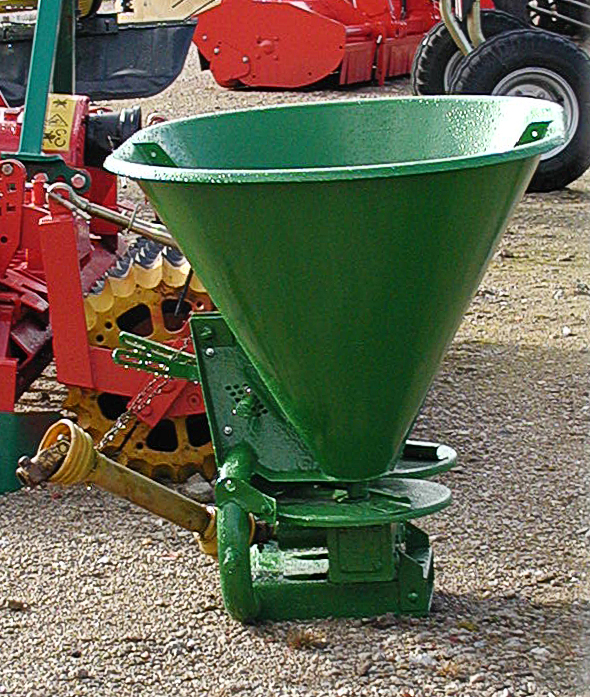
Gelenkwelle an einem Düngerstreuer

Ein Nebenabtrieb (auch als Zapfwelle oder nach der Abkürzung des englischen Begriffs power take-off als PTO bezeichnet) stellt vor allem bei Traktoren sowie Lastkraftwagen und einigen Nutzfahrzeugen eine zumeist zuschaltbare mechanische Antriebsquelle an einem Nebenausgang des Getriebes bereit. Die mechanische Antriebsenergie kann direkt über eine Gelenkwelle genutzt werden und z. B. angebaute Mähbalken, Riemengetriebe oder Hydraulikpumpen antreiben.
Bei modernen Traktoren befindet sich die Zapfwelle in der Mitte zwischen dem Dreipunktgestänge am Heck, bei Modellen mit Frontanbaumöglichkeit auch ergänzend an der Vorderseite.

## Direktantrieb
Wenn die Geräte bei einem stehenden Fahrzeug angetrieben werden sollen, ist zur Steuerung einfach mit dem Gaspedal oder Handgashebel die Drehzahl des Motors und damit die Zapfwellendrehzahl zu regeln (Seilwinde, Beregnungspumpen).
Häufigen Einsatz findet dieser Nebenabtrieb an kommunalen Fahrzeugen, die zum Straßenreinigen, Salzstreuen und Schneeräumen eingesetzt werden.
Bei Traktoren wird der Nebenabtrieb Zapfwelle genannt und dient dem Antrieb von Wasserpumpen, Mähmaschinen, Ladewagen, Generatoren und vielen weiteren landwirtschaftlichen Anbaugeräten. Auch in der Forstwirtschaft wird die Zapfwelle angewendet, zum Beispiel bei modernen Holzspaltgeräten.
An den profilierten Wellenstummel, der aus dem Getriebe herausragt, wird eine mit einer Keilwellen- oder Evolventenprofil-Verzahnung versehene Gelenkwelle aufgesteckt. Die Sicherung dieser Welle erfolgte früher durch einen federdruckgesicherten Schiebestift, der in eine umlaufende runde Nut auf dem Wellenstummel der Zapfwelle eingriff. Mit Einführung der DIN EN 12965 im Jahre 2005 sind Schiebestiftverschlüsse an der Schlepperseite verboten und im Reparatur- oder Austauschfall durch rotationssymmetrische Verschlüsse zu ersetzen. Bei allen gängigen Verschlussarten ist die Kardanwelle werkzeuglos abnehmbar.
Die gängigen Profilformen der Zapfwelle sind das 1-3/8-Zoll- und 1-3/4-Zoll-Keilwellenprofil mit sechs „Zähnen“, das 1-3/8-Zoll-Zahnwellenprofil mit 21 Zähnen und das 1¾-Zoll-Zahnwellenprofil mit 20 Zähnen (Evolventenprofil).
Ein direkter Nebenabtrieb wird meist bei Feuerwehrfahrzeugen verwendet, die über eine eingebaute Feuerlöschpumpe verfügen.

## Indirekter Antrieb
Verwendung findet ein Nebenabtrieb bei LKW, Nutzfahrzeugen und Traktoren auch zum Sekundärantrieb. In den meisten Fällen ist dies eine Hydraulikpumpe, die über Schlauchleitungen kleinere Ölmotoren antreibt oder Hubzylinder mit Energie versorgt. An Traktoren ist auch der Anbau von Winkel- und Riemengetriebe üblich.
Ist ein indirekter Nebenabtrieb Standard bei Lkw und schweren Nutzfahrzeugen, so war dieser als Option bei leichten allradgetriebenen Nutzfahrzeugen bis 2016 nur noch beim Land Rover Defender und Toyota Land Cruiser möglich.

## Zapfwellenarten
Motorzapfwelle
ist im Allgemeinen über eine gesonderte Kupplung oder Doppelkupplung direkt mit dem Motor verbunden und läuft damit bei einer Standarddrehzahl (s. u.) nur in Abhängigkeit von der Motordrehzahl. Sie ermöglicht das Anhalten oder Anfahren der Zugmaschine bei weiter laufendem Nebengerät. Bei bestimmten Erntemaschinen wie zum Beispiel Ballenpresse, Selbstbinder oder gezogenem Mähdrescher kann es sonst zu einer Überlastung kommen, was oft ein manuelles Freimachen der Verstopfung nötig macht.
Getriebezapfwelle
ist über die Fahrkupplung und ein Getriebe mit dem Motor verbunden, die Nenndrehzahlen sind genormt. Die beiden Standard-Drehzahlen 540/min und 1000/min sind so untersetzt, dass sie im Bereich der Motor-Nenndrehzahl (Höchstleistung) erreicht werden. Seit einiger Zeit gibt es auch die 540E und 1000E (Economy) genannten Drehzahlen, bei der die Nenndrehzahl der Zapfwelle bei reduzierter Motordrehzahl, meist in der Nähe des höchsten Motordrehmomentes, bei circa 1400 bis 1600/min erreicht wird. Damit ist es möglich, Geräte mit geringer Leistungsaufnahme kraftstoffsparend zu betreiben.
Wegezapfwelle
nimmt ihr Drehmoment nach dem Fahrgetriebe ab. Damit hängt ihre Drehzahl und oft auch die Drehrichtung vom gewählten Gang und somit der Geschwindigkeit ab. Ebenso wie die Getriebezapfwelle stoppt diese, wenn die Fahrkupplung getrennt wird. Diese Zapfwelle wird zum Beispiel bei Triebachsanhängern eingesetzt. Damit kann in schwierigem Gelände die Traktion des Zuges verbessert und ein Festfahren vermieden werden.
Anmerkung:
- Meist hat ein Traktor eine Getriebe- oder eine Motorzapfwelle. Die Wegezapfwelle ist eine zusätzliche Möglichkeit, deren Bedeutung in der Landwirtschaft mit zunehmender Traktorgröße abgenommen hat.
- In Österreich gibt es noch die 432/min-Drehzahl der Heckzapfwelle, die eingesetzt wird, wenn am Schlepper vorn ein Mähwerk angebaut ist, das nur bei Nenndrehzahl betrieben werden kann, und hinten ein Ladewagen angehängt ist. Mit den 432/min wird der Ladewagen bei schonender Drehzahl gefahren, um dessen Lebensdauer zu erhöhen. Außerdem wird durch den langsameren Antrieb die Grasnarbe geschont: Das Ladeaggregat des Ladewagens kratzt langsamer und weniger häufig (in Relation zur Fahrstrecke) über den Boden.